# Sân vận động Montilivi

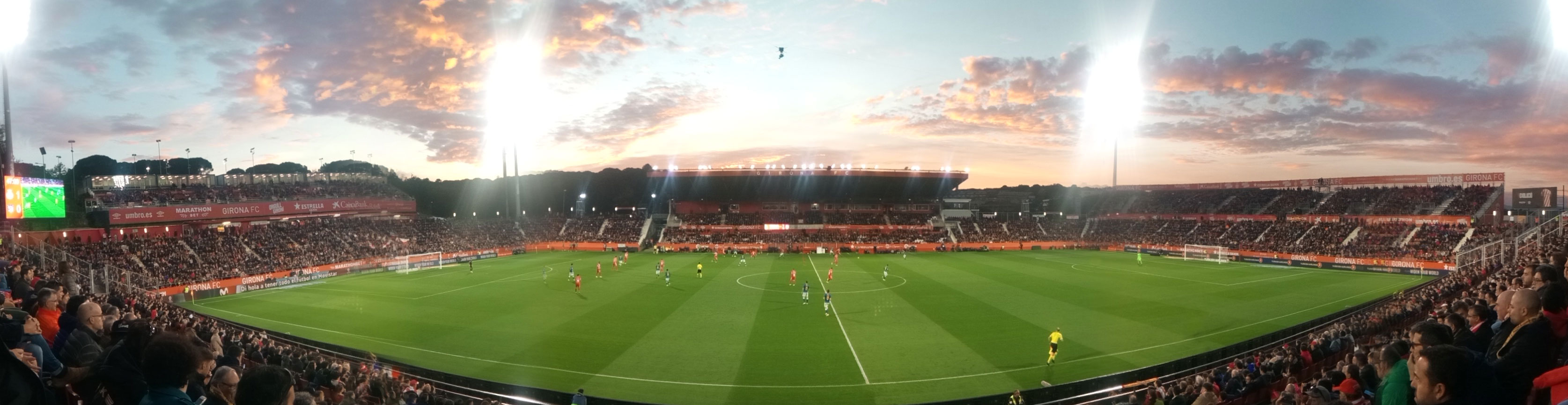
Trận bóng đá tại Montilivi.

Sân vận động Montilivi là một sân vận động đa năng ở Girona, Catalonia, Tây Ban Nha. Nó được sử dụng chủ yếu cho các trận đấu bóng đá và là sân nhà của Girona FC. Sân được xây dựng và khai trương vào năm 1970. Montilivi có sức chứa 14.624 chỗ ngồi.

## Lịch sử
Khán đài phụ của Sân vận động Montilivi được hoàn thành vào tháng 6 năm 2010, sớm hơn bảy tháng so với kế hoạch. Vì lối vào vẫn chưa hoàn thiện nên sân vận động không mở cửa cho công chúng sử dụng trong mùa giải 2009–10. Vào ngày 2 tháng 3 năm 2011, nó đã có thể tổ chức trận đấu đầu tiên với khán đài bên cạnh và có 9.285 khán giả đã tham dự sự kiện.
Vào ngày 12 tháng 3 năm 2012, Hội đồng thành phố Girona đã nhượng lại sân cho Girona FC trong 30 năm, có thể gia hạn tổng cộng lên 50 năm.
Sau lần đầu tiên thăng hạng lên La Liga, Girona đã mở rộng sân vận động để chứa 13.450 khán giả. Sau đó, sức chứa của nó giảm xuống còn 11.810.
Girona đã thêm Sân vận động Montilivi vào danh sách các sân trong khuôn khổ ứng cử viên của Iberian cho World Cup 2018; tuy nhiên, vài tháng trước khi danh sách chính thức các sân vận động bóng đá ứng cử được công bố, Girona FC đã rút tên Montilivi vì hiểu rằng họ có rất ít cơ hội được chọn.